# Hakea eyreana
Hakea eyreana är en tvåhjärtbladig växtart som först beskrevs av Spencer Le Marchant Moore, och fick sitt nu gällande namn av Mcgill.. Hakea eyreana ingår i släktet Hakea och familjen Proteaceae. Inga underarter finns listade i Catalogue of Life.